# Фишер, Александр (фигурист)
Александр Л. Фишер — русский фигурист, бронзовый призёр первого чемпионата мира (1908 года) в парном катании. Выступал в паре с Лидией Поповой.

## Пары
(с Лидией Поповой)
| Соревнования/Сезон | 1908 |
| ------------------ | ---- |
| Чемпионаты мира    | 3    |